# Pierre-Noël Giraud
Pierre-Noël Giraud, född 8 mars 1949 i Marseille, är en fransk nationalekonom. Han är professor i nationalekonomi vid École nationale supérieure des mines de Paris. År 2016 tilldelades Giraud Grand prix Turgot.

## Biografi
Pierre-Noël Giraud föddes i Marseille år 1949. Han studerade vid École polytechnique och senare vid École nationale supérieure des mines de Paris. 
Hans bok L'Homme inutile från 2015 väckte särskild uppmärksamhet.